# 차희철
차희철(1966년 11월 4일 ~ )은 대한민국의 전직 축구 선수 출신 축구 감독이다. 현역 시절 포지션은 미드필더였다.

## 선수 경력
차희철은 1984시즌을 앞두고 유공 코끼리에 입단했다. 1984년 5월 20일 국민은행 축구단과의 경기에서 K리그 데뷔골을 기록했다. 이 골로 차희철은 2006년 이현승이 득점을 기록할 때까지 K리그 최연소 득점자로 이름을 올리게 되었다.

## 은퇴 후
은퇴 이후인 2002년 모고인 안용중학교의 축구부 감독을 맡았다. 하지만 2009년 안용중학교의 감독을 그만두게 되었다.